# Casa Hudson-Evans
La Casa Hudson-Evans (también conocida como la Casa Joseph Lothian Hudson o la Casa Grace Whitney Evans) es una casa unifamiliar privada ubicada en 79 Alfred Street en Midtown Detroit, Míchigan, en el Distrito Histórico de Brush Park.

## Historia
La Casa Hudson-Evans fue construida hacia 1872 para Philo Wright, un propietario de un barco con sede en Detroit. En 1882 fue entregada como regalo de bodas a Grace Whitney Evans, hija del magnate maderero David Whitney Jr. (constructor de la casa David Whitney).
Gracias al dinero de su padre, Evans participó en actividades caritativas y fue la primera presidenta de la YWCA de Detroit. Entre 1894 y 1904, le alquiló la casa a Joseph Lowthian Hudson, fundador de los grandes almacenes J.L. Hudson.
La casa fue designada Sitio Histórico del Estado de Míchigan en 1973 y se incluyó en el Registro Nacional de Lugares Históricos en 1975. La estructura ahora se utiliza para las oficinas legales de VanOverbeke, Michaud y Timmony, P. C.

## Descripción
La casa tiene tres pisos y es de ladrillo rojo. Está construida sobre cimientos de piedra tosca y diseñada en estilo Segundo Imperio francés con elementos italianizantes. La planta es básicamente rectangular, pero los elaborados ventanales de dos pisos que adornan ambos lados de la casa minimizan la severidad del diseño. 
Las molduras arqueadas cubren las ventanas de la casa, y el techo abuhardillado incluye pizarra coloreada colocada en un patrón decorativo. El porche de la casa aparentemente se agregó después de la construcción original.